# 6-Stunden-Rennen von Shanghai 2017

Streckenlayout

Das 6-Stunden-Rennen von Shanghai, auch 6 Hours of Shanghai, fand am 5. November 2017 auf dem Shanghai International Circuit statt und war der achte Wertungslauf der FIA-Langstrecken-Weltmeisterschaft 2017.

## Rennen
Porsche konnte sich trotz eines von Toyota dominierten Rennens den Titel sichern. Der 919 Hybrid mit der Nummer 2 von Timo Bernhard, Earl Bamber und Brendon Hartley konnte sich nach dem Toyota Nummer 8 den zweiten Platz sichern. Trotz früher Probleme der Schwesterautos (wie zum Beispiel dem Drehen von Jose Maria Lopez Wagen) landeten sie auf Platz 3 und 4 der Wertung.
In der letzten Rennstunde schaffte der Rebellion-Oreca #31 das entscheidende Überholmanöver, um den Sieg in der LMP2-Klasse zu holen.

## Ergebnisse

### Schlussklassement
| Pos.        | Klasse    | Nr. | Team                      | Fahrer                                                      | Fahrzeug                 | Runden |
| ----------- | --------- | --- | ------------------------- | ----------------------------------------------------------- | ------------------------ | ------ |
| 1           | LMP1      | 8   | Toyota Gazoo Racing       | Anthony Davidson Sébastien Buemi Kazuki Nakajima            | Toyota TS050 Hybrid      | 195    |
| 2           | LMP1      | 2   | Porsche LMP Team          | Timo Bernhard Earl Bamber Brendon Hartley                   | Porsche 919 Hybrid       | 194    |
| 3           | LMP1      | 1   | Porsche LMP Team          | Neel Jani Nick Tandy André Lotterer                         | Porsche 919 Hybrid       | 194    |
| 4           | LMP1      | 7   | Toyota Gazoo Racing       | Mike Conway Kamui Kobayashi José María López                | Toyota TS050 Hybrid      | 188    |
| 5           | LMP2      | 31  | Vaillante Rebellion       | Julien Canal Nicolas Prost Bruno Senna                      | Oreca 07                 | 183    |
| 6           | LMP1      | 36  | Signatech Alpine Matmut   | Nicolas Lapierre Gustavo Menezes André Negrão               | Alpine A470              | 183    |
| 7           | LMP2      | 13  | Vaillante Rebellion       | Mathias Beche David Heinemeier Hansson Nelson Piquet junior | Oreca 07                 | 182    |
| 8           | LMP2      | 38  | Jackie Chan DC Racing     | Ho-Pin Tung Oliver Jarvis Thomas Laurent                    | Oreca 07                 | 182    |
| 9           | LMP2      | 25  | CEFC Manor TRS Racing     | Roberto González Simon Trummer Witali Petrov                | Oreca 07                 | 182    |
| 10          | LMP2      | 28  | TDS Racing                | François Perrodo Matthieu Vaxiviere Emmanuel Collard        | Oreca 07                 | 182    |
| 11          | LMP2      | 26  | G-Drive Racing            | Roman Rusinov Léo Roussel Nico Müller                       | Oreca 07                 | 181    |
| 12          | LMP2      | 37  | Jackie Chan DC Racing     | David Cheng Alex Brundle Tristan Gommendy                   | Oreca 07                 | 181    |
| 13          | LMP2      | 24  | CEFC Manor TRS Racing     | Matthew Rao Ben Hanley Jean-Éric Vergne                     | Oreca 07                 | 181    |
| 14          | LMGTE Pro | 67  | Ford Chip Ganassi Team UK | Andy Priaulx Harry Tincknell                                | Ford GT                  | 170    |
| 15          | LMGTE Pro | 91  | Porsche GT Team           | Richard Lietz Frédéric Makowiecki                           | Porsche 911 RSR          | 170    |
| 16          | LMGTE Pro | 51  | AF Corse                  | James Calado Alessandro Pier Guidi                          | Ferrari 488 GTE          | 170    |
| 17          | LMGTE Pro | 66  | Ford Chip Ganassi Team UK | Stefan Mücke Olivier Pla                                    | Ford GT                  | 170    |
| 18          | LMGTE Pro | 95  | Aston Martin Racing       | Marco Sørensen Nicki Thiim                                  | Aston Martin Vantage GTE | 170    |
| 19          | LMGTE Pro | 71  | AF Corse                  | Sam Bird Davide Rigon                                       | Ferrari 488 GTE          | 170    |
| 20          | LMGTE Pro | 97  | Aston Martin Racing       | Darren Turner Jonny Adam                                    | Aston Martin Vantage GTE | 170    |
| 21          | LMGTE Am  | 98  | Aston Martin Racing       | Paul Dalla Lana Pedro Lamy Mathias Lauda                    | Aston Martin Vantage GTE | 166    |
| 22          | LMGTE Am  | 86  | Gulf Racing UK            | Khaled Al Qubaisi Ben Parker Nick Foster                    | Porsche 911 RSR          | 165    |
| 23          | LMGTE Am  | 77  | Dempsey-Proton Racing     | Christian Ried Matteo Cairoli Marvin Dienst                 | Porsche 911 RSR          | 164    |
| 24          | LMGTE Am  | 61  | Clearwater Racing         | Weng Sun Mok Keita Sawa Matt Griffin                        | Ferrari 488 GTE          | 158    |
| Ausgefallen |           |     |                           |                                                             |                          |        |
| 25          | LMGTE Pro | 92  | Porsche GT Team           | Michael Christensen Kévin Estre                             | Porsche 911 RSR          | 65     |
| 26          | LMGTE Am  | 54  | Spirit of Race            | Thomas Flohr Francesco Castellacci Miguel Molina            | Ferrari 488 GTE          | 37     |

### Nur in der Meldeliste
Zu diesem Rennen sind keine weiteren Meldungen bekannt.

### Klassensieger
| Klasse    | Fahrer           | Fahrer          | Fahrer          | Fahrzeug                 | Platzierung im Gesamtklassement |
| --------- | ---------------- | --------------- | --------------- | ------------------------ | ------------------------------- |
| LMP1      | Anthony Davidson | Sébastien Buemi | Kazuki Nakajima | Toyota TS050 Hybrid      | Gesamtsieg                      |
| LMP2      | Julien Canal     | Nicolas Prost   | Bruno Senna     | Oreca 07                 | Rang 5                          |
| LMGTE Pro | Andy Priaulx     | Harry Tincknell |                 | Ford GT                  | Rang 14                         |
| LMGTE Am  | Paul Dalla Lana  | Pedro Lamy      | Mathias Lauda   | Aston Martin Vantage GTE | Rang 21                         |

### Renndaten
- Gemeldet: 26
- Gestartet: 26
- Gewertet: 24
- Rennklassen: 4
- Zuschauer: 55.000[2]
- Wetter am Renntag: warm und trocken
- Streckenlänge: 5,451 km
- Fahrzeit des Siegerteams: 6:00:40.777  Stunden
- Gesamtrunden des Siegerteams: 196
- Gesamtdistanz des Siegerteams: 1062,516 km
- Siegerschnitt: unbekannt
- Pole Position: Kamui Kobayashi – Toyota TS050 Hybrid (#8) – 1:42,832
- Schnellste Rennrunde: Sebastien Buemi – Toyota TS050 Hybrid (#8) – 1:45.892 =185,3 km/h
- Rennserie: 8. Lauf zur FIA-Langstrecken-Weltmeisterschaft 2017